# Lepidagathis papuana
Lepidagathis papuana är en akantusväxtart som beskrevs av Spencer Le Marchant Moore. Lepidagathis papuana ingår i släktet Lepidagathis och familjen akantusväxter. Inga underarter finns listade i Catalogue of Life.